# Entomacrodus lighti
Entomacrodus lighti är en fiskart som först beskrevs av Herre, 1938.  Entomacrodus lighti ingår i släktet Entomacrodus och familjen Blenniidae. Inga underarter finns listade i Catalogue of Life.